# Hemiteles lundensis
Hemiteles lundensis är en stekelart som beskrevs av Julius Theodor Christian Ratzeburg 1844. Hemiteles lundensis ingår i släktet Hemiteles och familjen brokparasitsteklar. Inga underarter finns listade i Catalogue of Life.